# Christian Conrad Danneskiold-Laurvig

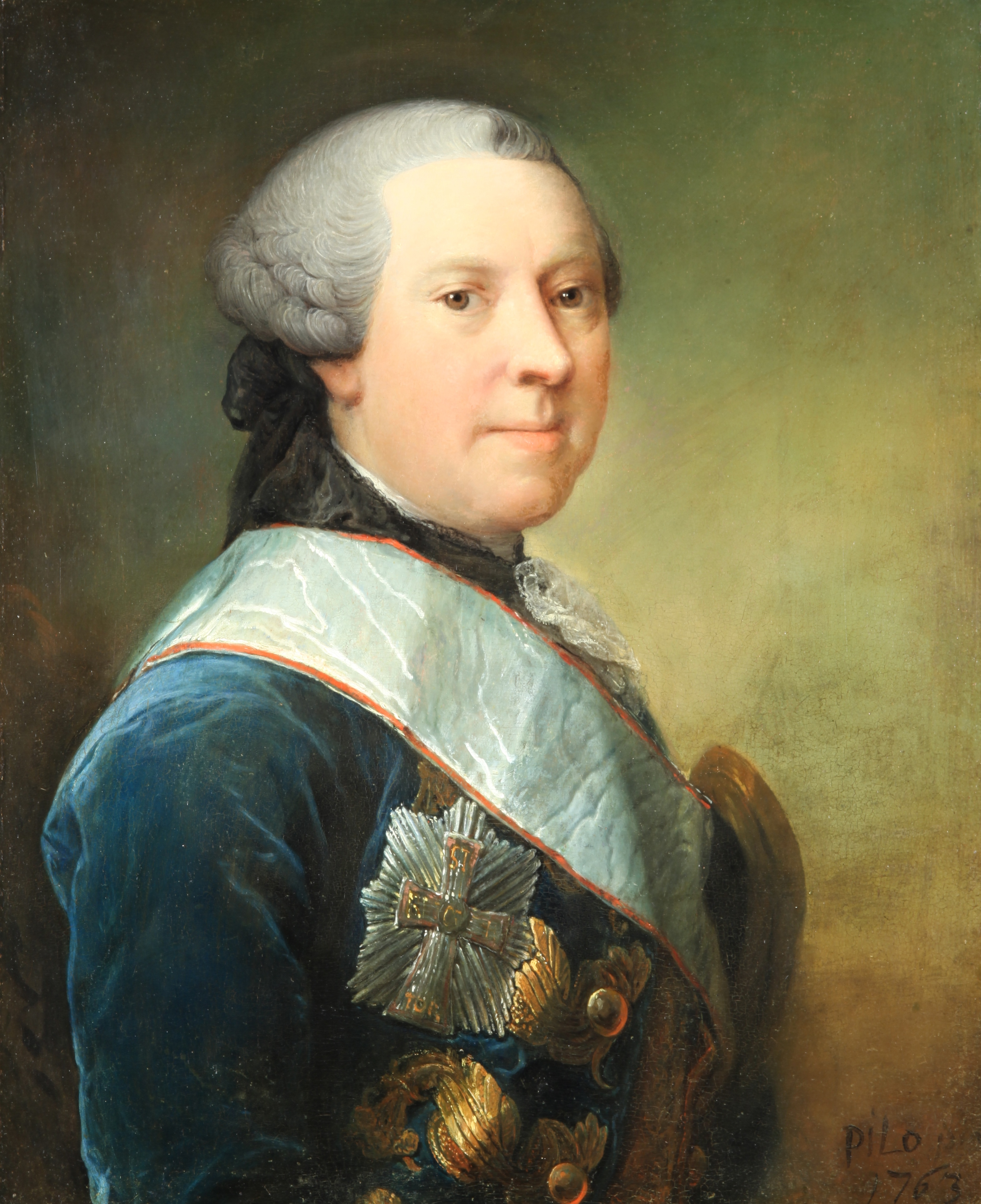
Porträt Christian Conrad Danneskiold-Laurvigs von Carl Gustaf Pilo

Christian Conrad Graf Danneskiold-Laurvig (* 12. Mai 1723; † 10. April 1783 in Rolighed bei Larvik) war ein dänischer Admiral.

## Leben
Danneskiold-Laurvigs Eltern waren der dänische Geheimkonferenzrat sowie Direktor der Dänischen Westindien-Kompanie Ferdinand Anton Graf Danneskiold-Laurvig (1688–1754) und Ulrica Eleonora Gräfin von Reventlow (1690–1754). Womit väterlicherseits der dänische Statthalter in Norwegen Ulrich Friedrich Gyldenlöwe (1638–1704) sein Großvater und König Friedrich III. sein Urgroßvater war, mütterlicherseits Königin Anna Sophie (1693–1743) seine Tante war.
Er vermählte sich 1743 mit Dorthe Sophie von Holstein (1713–1766). Aus der Ehe sind drei Töchter und ein Sohn hervorgegangen, wobei nur die älteste und die jüngste Tochter das Erwachsenenalter erreichten und heirateten: 
- Anne Sofie (1745–1787). ⚭ 1762 Friedrich Ludwig Ernst von Bülow
- Juliane Sophie (1757–1790), ⚭ 1769 Conrad Holck

Werdegang
- 1740 Charakter als Kapitän der Marine
- 1742 wirklicher Kapitän
- 1743 Kammerherr
- 1746 Kommandeur der 2. Marine-Division
- 1747 Weißer Ritter
- 1749 Generaladjutant der Marine
- 1750 Provinzialgroßmeister des Freimaurerordens der nordischen Länder
- 1755 Schoutbynacht
- 1758 Stellvertretender Konteradmiral, Ritter des Ordens de l’union parfaite
- 1761 Mitglied des Kollegiums der Admiralität und der Generalkommissare
- 1764 Geheimrat
- 1762–1783 Graf von Larvik
- 1667 Admiral
- 1767–1770 Oberkriegssekretär für die Seestreitkräfte
- 1769 Ritter des Elefantenorden
- 1770 von allen Ämtern entlassen

Er war Lehnsgraf der Grafschaft Laurvig sowie Erbherr auf Varel, Knyphausen und Dorwerth. Sein Begräbnis fand in der Frauenkirche in Kopenhagen statt.